# Cueva de El Haza

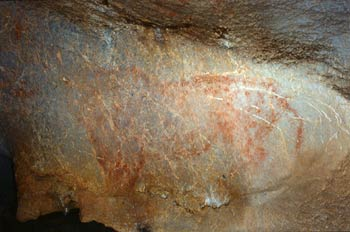
Pinturas en el interior de la cueva.

La cueva de El Haza es una cavidad ubicada cerca de la localidad cántabra de Ramales de la Victoria. Fue descubierta por Hermilio Alcalde del Río y Lorenzo Sierra, aunque la publicación de los hallazgos se hizo junto con Henri Breuil. Es una cueva pequeña, pero su localización y sus restos la hacen de gran interés y por eso sigue siendo estudiada. 
La cueva es una de las que componen la zona arqueológica de Ramales, que conforman una unidad de acuerdo con su cronología, tipología y situación y definen un aspecto destacado de la cultura cántabra.
La cueva tiene una doble importancia, pues es estudiada por espeleólogos y arqueólogos. Sin embargo, el interés más marcado se da por la segunda vertiente, pues en la cueva se han encontrado restos de la época Solutrense, así como un buen número de pinturas. Entre éstas fihuran caballos, cápridos, una cierva, un reno, un animal de cuatro patas sin identificar y algunos signos. También hay partes de animales que no han sido identificadas, aunque tanto esto como todas las pinturas descritas anteriormente se hallan en pintura roja con Estilo III de Leroi-Gourhan.
Actualmente la visita al público general está restringida por motivos de conservación. Sólo puede ser visitada por arqueólogos, espeleólogos o geógrafos, pero siempre si se ha pedido previamente una autorización al gobierno de Cantabria.
Hasta la década de los Años 2000, la cerradura estaba hecha con un portón de metal, que fue nocivo para las pinturas, pues por la orientación de la cueva ésta pasa muchas horas expuesta al Sol y se creaban unas condiciones negativas, con alta temperatura. Desde entonces, la puerta cuenta con un gran número de orificios que permiten la correcta conservación.
- Datos: Q8352464
- Multimedia: Cave of El Haza, Ramales de la Victoria / Q8352464